# 권임길
권임길(權臨吉, ?~1636년)은 조선 중기의 무신이며 본관은 안동이다.

## 생애

### 생애 초반
검단산 전투에서 싸운 권정길의 아우이다. 신장이 9척이였으며 담이 크고 힘이 초인적이었다.
1618년 무과에 급제하여 옥포만호에 제수받았다.

### 전사
1636년 병자호란이 일어나자 충청 감사 정세규 휘하로 들어가 출정했다. 진군 도중 청의 복병을 만나 전사했다.